# Arataca
Arataca är en kommun i Brasilien.   Den ligger i delstaten Bahia, i den östra delen av landet, 900 km öster om huvudstaden Brasília. Antalet invånare är 10 403.
I omgivningarna runt Arataca växer i huvudsak städsegrön lövskog. Runt Arataca är det ganska glesbefolkat, med 28 invånare per kvadratkilometer.